# Water-polo aux Jeux olympiques d'été de 2004
 (juin 2021).
Navigation
Sydney 2000 Pékin 2008
Résultats des tournois olympiques masculins et féminins de water-polo aux Jeux olympiques d'été de 2004 à Athènes.

## Tournoi masculin

### Podium
| Médaille                            | Pays                 |
| ----------------------------------- | -------------------- |
| Médaille d'or, Jeux olympiques      | Hongrie              |
| Médaille d'argent, Jeux olympiques  | Serbie-et-Monténégro |
| Médaille de bronze, Jeux olympiques | Russie               |

### Compétition

#### Groupe A
États-Unis 7 - 6 Croatie 

 Hongrie 6 - 4 Serbie-Monténégro 

 Russie 5 - 2 Kazakhstan 
 États-Unis 9 - 6 Kazakhstan 

 Serbie-Monténégro 4 - 3 Russie 

 Hongrie 10 - 8 Croatie 
 Serbie-Monténégro 9 - 5 Kazakhstan 

 Hongrie 7 - 5 États-Unis 

 Croatie 9 - 8 Russie 
 Hongrie 14 - 4 Kazakhstan 

 Serbie-Monténégro 11 - 8 Croatie 

 Russie 9 - 7 États-Unis 
 Croatie 5 - 4 Kazakhstan 

 Hongrie 7 - 6 Russie 

 Serbie-Monténégro 9 - 4 États-Unis 
| Rang | Pays                 | Joué | G | P | N | Bp | Bc | Points |
| ---- | -------------------- | ---- | - | - | - | -- | -- | ------ |
| 1    | Hongrie              | 5    | 5 | 0 | 0 | 44 | 27 | 10     |
| 2    | Serbie-et-Monténégro | 5    | 4 | 1 | 0 | 37 | 26 | 8      |
| 3    | Russie               | 5    | 3 | 2 | 0 | 32 | 28 | 6      |
| 4    | États-Unis           | 5    | 2 | 3 | 0 | 32 | 37 | 4      |
| 5    | Croatie              | 5    | 1 | 4 | 0 | 35 | 41 | 2      |
| 6    | Kazakhstan           | 5    | 0 | 5 | 0 | 21 | 42 | 0      |

La Hongrie est qualifiée directement pour les demi-finales. La Serbie-Monténégro et la Russie sont qualifiées pour les quarts de finale.

#### Groupe B
Australie 14 - 3 Égypte 

 Allemagne 5 - 4 Grèce 

 Espagne 5 - 4 Italie 
 Italie 8 - 4 Australie 

 Allemagne 13 - 3 Égypte 

 Grèce 8 - 5 Espagne 
 Espagne 8 - 4 Australie 

 Italie 10 - 5 Allemagne 

 Grèce 15 - 4 Égypte 
 Italie 13 - 4 Égypte 

 Allemagne 11 - 5 Espagne 

 Grèce 10 - 9 Australie 
 Australie 6 - 6 Allemagne 

 Espagne 12 - 4 Égypte 

 Grèce 6 - 4 Italie 
| Rang | Pays      | Joué | G | P | N | Bp | Bc | Points |
| ---- | --------- | ---- | - | - | - | -- | -- | ------ |
| 1    | Grèce     | 5    | 4 | 1 | 0 | 44 | 27 | 10     |
| 2    | Allemagne | 5    | 3 | 1 | 1 | 37 | 26 | 8      |
| 3    | Espagne   | 5    | 3 | 2 | 0 | 32 | 28 | 6      |
| 4    | Italie    | 5    | 3 | 2 | 0 | 32 | 37 | 4      |
| 5    | Australie | 5    | 1 | 3 | 1 | 35 | 41 | 2      |
| 6    | Égypte    | 5    | 0 | 5 | 0 | 21 | 42 | 0      |

La Grèce est qualifiée directement pour les demi-finales. L'Allemagne et l'Espagne sont qualifiées pour les quarts de finale.

#### Phase finale
|  | Quarts de finale  | Quarts de finale  |                   |   | Demi-finales    | Demi-finales |  |  | Finale | Finale |
|  |                   |                   |                   |   |                 |              |  |  |        |        |
|  |                   |                   |                   |   |                 |              |  |  |        |        |
|  |                   |                   |                   |   |                 |              |  |  |        |        |
|  | Russie            | 12                |                   |   |                 |              |  |  |        |        |
|  | Russie            | 12                |                   |   |                 |              |  |  |        |        |
|  | Allemagne         | 5                 |                   |   |                 |              |  |  |        |        |
|  | Allemagne         | 5                 | Russie            | 5 |                 |              |  |  |        |        |
|  |                   |                   | Russie            | 5 |                 |              |  |  |        |        |
|  |                   |                   | Hongrie           | 7 |                 |              |  |  |        |        |
|  |                   |                   | Hongrie           | 7 |                 |              |  |  |        |        |
|  |                   |                   |                   |   |                 |              |  |  |        |        |
|  |                   |                   |                   |   |                 |              |  |  |        |        |
|  | Hongrie           | 8                 |                   |   |                 |              |  |  |        |        |
|  | Hongrie           | 8                 |                   |   |                 |              |  |  |        |        |
|  |                   | Serbie-Montenegro | 7                 |   |                 |              |  |  |        |        |
|  | Serbie-Montenegro | Serbie-Montenegro | 7                 | 7 |                 |              |  |  |        |        |
|  | Serbie-Montenegro |                   |                   | 7 |                 |              |  |  |        |        |
|  | Espagne           | 5                 |                   |   |                 |              |  |  |        |        |
|  | Espagne           | 5                 | Serbie-Montenegro | 7 |                 |              |  |  |        |        |
|  |                   |                   | Serbie-Montenegro | 7 | Troisième place |              |  |  |        |        |
|  |                   |                   | Grèce             | 3 |                 |              |  |  |        |        |
|  | Russie            | 6                 | Grèce             | 3 |                 |              |  |  |        |        |
|  | Russie            | 6                 |                   |   |                 |              |  |  |        |        |
|  | Grèce             | 5                 |                   |   |                 |              |  |  |        |        |
|  | Grèce             | 5                 |                   |   |                 |              |  |  |        |        |
|  |                   |                   |                   |   |                 |              |  |  |        |        |

### Composition des équipes
- Australie
  -  Pietro Figlioli, Trent Franklin, Toby Jenkins, Craig Miller, Sam McGegor, Timothy Neesham, Aleksandr Osadchuk, Dean Semmens, James Stanton, Rafael Sterk, Nathan Thomas, Thomas Whalan, et Gavin Woods.
- Croatie
  -  Samir Barač, Damir Burić, Elvis Fatović, Nikola Franković, Igor Hinić, Vjekoslav Kobeščak, Danijel Premuš, Dubravko Šimenc, Mile Smodlaka, Ratko Štritof, Frano Vican, Goran Volarević, et Tihomil Vranješ.
- Égypte
  -  Ragy Abdel Hady, Karim Abdelmohsen, Mahmoud Ahmed, Ahmed Badr, Shady El Helw, Omar El Sammany, Mohamed Gamaleldin, Sherif Khalil, Bassel Mashhour, Mohamed Mekkawi, Amr Mohamed, Walid Rezk, Hassan Sultan, et Ibrahim Zaher.
- Allemagne
  -  Steffen Dierolf, Lukasz Kieloch, Tobias Kreuzmann, Soeren Mackeben, Heiko Nossek, Jens Pohlmann, Marc Politze, Thomas Schertwitis, Fabian Schroedter, Alexander Tchigir, Patrick Weissinger, Tim Wollthan, et Michael Zellmer.
- Grèce
  -  Christos Afroudakis,Nikolaos Trikoypis, Georgios Afroudakis, Theodoros Chatzitheodorou, Nikolaos Deligiannis, Theodoros Kalakonas, Konstantinos Loudis, Dimitrios Mazis, Georgios Reppas, Stefanos Santa, Anastasios Schizas, Argyris Theodoropoulos, Ioannis Thomakos, et Antonios Vlontakis.
- Hongrie
  -  Tibor Benedek, Péter Biros, Rajmund Fodor, István Gergely, Tamás Kásás, Gergely Kiss, Norbert Madaras, Tamás Molnár, Ádám Steinmetz, Barnabás Steinmetz, Zoltán Szécsi, Tamás Varga et Attila Vári
- Italie
  -  Alberto Angelini, Fabio Bencivenga, Leonardo Binchi, Fabrizio Buonocore, Alessandro Calcaterra, Roberto Calcaterra, Maurizio Felugo, Goran Fiorentini, Marco Gerini, Francesco Postiglione, Bogdan Rath, Carlo Silipo, et Stefano Tempesti.
- Kazakhstan
  -  Daniyar Abulgazin, Sergey Drozdov, Alexandr Elke, Alexandr Gaidukov, Sergey Gorovoy, Alexandr Polukhin, Artemiy Sevostyanov, Aleksandr Shidlovskiy, Alexandr Shvedov, Yuriy Smolovyy, Igor Zagoruiko, Ivan Zaitsev et Yevgeniy Zhilyayev.
- Russie
  -  Roman Balashov, Revaz Chomakhidze, Aleksandr Eryshov, Aleksandr Fedorov, Sergey Garbuzov, Dmitry Gorshkov, Nikolay Kozlov, Nikolay Maksimov, Andrey Rekechinsky, Dmitriy Stratan, Vitaly Yurchik, Marat Zakirov et Irek Zinnurov.
- Espagne
  -  Angel Luis Andreo, Daniel Ballart, Javier Garcia, Salvador Gómez, Gabriel Hernandez, Gustavo Marcos, Guillermo Molina, Daniel Moro, Ivan Moro, Sergi Pedrerol, Ivan Perez, Jesus Rollan, et Javier Sanchez Toril.
- Serbie-et-Monténégro
  -  Aleksandar Ćirić, Vladimir Gojković, Danilo Ikodinović, Viktor Jelenić, Predrag Jokić, Nikola Kuljaca, Slobodan Nikić, Aleksandar Šapić, Dejan Savić, Denis Sefik, Petar Trbojević, Vanja Udovičić, et Vladimir Vujasinović.
- États-Unis
  -  Omar Amr, Tony Azevedo, Ryan Baile, Layne Beaubien, Brandon Brooks, Genai Kerr, Daniel Klatt, Brett Ormsby, Jeffrey Powers, Christopher Segesman, Jesse Smith, Wolf Wigo, et Adam Wright.

### Classement final
Le classement final du tournoi masculin s'établit comme suit :
| Place                               | Pays                 |
| ----------------------------------- | -------------------- |
| Médaille d'or, Jeux olympiques      | Hongrie              |
| Médaille d'argent, Jeux olympiques  | Serbie-et-Monténégro |
| Médaille de bronze, Jeux olympiques | Russie               |
| 4                                   | Grèce                |
| 5                                   | Allemagne            |
| 6                                   | Espagne              |
| 7                                   | États-Unis           |
| 8                                   | Italie               |
| 9                                   | Australie            |
| 10                                  | Croatie              |
| 11                                  | Kazakhstan           |
| 12                                  | Égypte (en)          |

## Tournoi féminin

### Podium
| Médaille                            | Pays       |
| ----------------------------------- | ---------- |
| Médaille d'or, Jeux olympiques      | Italie     |
| Médaille d'argent, Jeux olympiques  | Grèce      |
| Médaille de bronze, Jeux olympiques | États-Unis |

### Compétition

#### Poule A
Grèce 8 - 6 Kazakhstan 

 Australie 6 - 5 Italie 
Australie 9 - 4 Kazakhstan 

 Grèce 2 - 7 Italie 
 Italie 8 - 6 Kazakhstan 

 Australie 7 - 7 Grèce 
| Rang | Pays       | Joué | G | P | N | Bp | Bc | Points |
| ---- | ---------- | ---- | - | - | - | -- | -- | ------ |
| 1    | Australie  | 3    | 2 | 1 | 0 | 22 | 16 | 5      |
| 2    | Italie     | 3    | 2 | 0 | 1 | 20 | 14 | 4      |
| 3    | Grèce      | 3    | 1 | 1 | 1 | 17 | 20 | 3      |
| 4    | Kazakhstan | 3    | 0 | 0 | 3 | 16 | 25 | 0      |

L'Australie est qualifiée directement pour les demi-finales.
La Grèce et l'Italie sont qualifiées pour les quarts de finale.

#### Poule B
Russie 8 - 6 Canada  

 États-Unis 7 - 6 Hongrie 
 Russie 9 - 8 Hongrie  

 États-Unis 5 - 6 Canada 
 États-Unis 8 - 4 Russie  

 Hongrie 5 - 4 Canada 
| Rang | Pays       | Joué | G | P | N | Bp | Bc | Points |
| ---- | ---------- | ---- | - | - | - | -- | -- | ------ |
| 1    | États-Unis | 3    | 2 | 0 | 1 | 20 | 16 | 4      |
| 2    | Russie     | 3    | 2 | 0 | 1 | 21 | 22 | 4      |
| 3    | Hongrie    | 3    | 1 | 0 | 2 | 19 | 20 | 2      |
| 4    | Canada     | 3    | 1 | 0 | 2 | 16 | 18 | 2      |

Les États-Unis sont qualifiées directement pour les demi-finales.
La Russie et la Hongrie sont qualifiées pour les quarts de finale.

#### Phase finale
|  | Quarts de finale | Quarts de finale |            |   | Demi-finales    | Demi-finales |  |  | Finale | Finale |
|  |                  |                  |            |   |                 |              |  |  |        |        |
|  |                  |                  |            |   |                 |              |  |  |        |        |
|  |                  |                  |            |   |                 |              |  |  |        |        |
|  | Italie           | 8                |            |   |                 |              |  |  |        |        |
|  | Italie           | 8                |            |   |                 |              |  |  |        |        |
|  | Hongrie          | 5                |            |   |                 |              |  |  |        |        |
|  | Hongrie          | 5                | Italie     | 6 |                 |              |  |  |        |        |
|  |                  |                  | Italie     | 6 |                 |              |  |  |        |        |
|  |                  |                  | États-Unis | 5 |                 |              |  |  |        |        |
|  |                  |                  | États-Unis | 5 |                 |              |  |  |        |        |
|  |                  |                  |            |   |                 |              |  |  |        |        |
|  |                  |                  |            |   |                 |              |  |  |        |        |
|  | Italie           | 10               |            |   |                 |              |  |  |        |        |
|  | Italie           | 10               |            |   |                 |              |  |  |        |        |
|  |                  | Grèce            | 9          |   |                 |              |  |  |        |        |
|  | Grèce            | Grèce            | 9          | 7 |                 |              |  |  |        |        |
|  | Grèce            |                  |            | 7 |                 |              |  |  |        |        |
|  | Russie           | 4                |            |   |                 |              |  |  |        |        |
|  | Russie           | 4                | Grèce      | 6 |                 |              |  |  |        |        |
|  |                  |                  | Grèce      | 6 | Troisième place |              |  |  |        |        |
|  |                  |                  | Australie  | 2 |                 |              |  |  |        |        |
|  | États-Unis       | 6                | Australie  | 2 |                 |              |  |  |        |        |
|  | États-Unis       | 6                |            |   |                 |              |  |  |        |        |
|  | Australie        | 5                |            |   |                 |              |  |  |        |        |
|  | Australie        | 5                |            |   |                 |              |  |  |        |        |
|  |                  |                  |            |   |                 |              |  |  |        |        |

- Match pour la 7e place

 Canada 10 - 4 Kazakhstan 
- Match pour la 5e place

 Russie 12 - 11 Hongrie 

### Composition des équipes
- Italie : Francesca Conti, Martina Miceli, Carmela Allucci, Silvia Bosurgi, Elena Gigli, Manuela Zanchi, Tania Di Mario, Cinzia Ragusa, Giusi Malato, Alexandra AraujoMaddalena Musumeci, Melania Grego, Noemi Toth. Ent. : Pierluigi Formiconi
- Grèce : Georgía Ellináki, Dímitra Asilián, Antiópi Melidóni, Angelikí Karapatáki, Kyriakí Liósi, Stavroúla Kozompóli, Ekateríni Ikonomopoúlou, Antigóni Roumpési, Evangelía Moraïtídou, Eftychía Karayiánni, Georgía Lará, Antonía Moraïti, Anthoúla Mylonáki. Ent. : Kyriakos Iosifidis
- États-Unis : Jacqueline Frank, Heather Petri, Ericka Lorenz, Brenda Villa, Ellen Estes, Natalie Golda, Margaret Dingeldein, Kelly Rulon, Heather Moody, Robin Beauregard, Amber Stachowski, Nicolle Payne, Thalia Munro. Ent.: Guy Baker

### Classement final
Le classement final du tournoi féminin s'établit comme suit :
| Place                               | Pays       |
| ----------------------------------- | ---------- |
| Médaille d'or, Jeux olympiques      | Italie     |
| Médaille d'argent, Jeux olympiques  | Grèce      |
| Médaille de bronze, Jeux olympiques | États-Unis |
| 4                                   | Australie  |
| 5                                   | Russie     |
| 6                                   | Hongrie    |
| 7                                   | Canada     |
| 8                                   | Kazakhstan |